# Nguồn gốc của các phương trình Navier–Stokes
Mục đích của bài viết này là làm nổi bật những điểm quan trọng về nguồn gốc của các phương trình Navier–Stokes cũng như các ứng dụng và việc xây dựng công thức cho các loại chất lưu khác nhau.

## Giả định cơ bản
Các phương trình Navier - Stokes được dựa trên giả định rằng các chất lưu, ở quy mô quan tâm, là một thể liên tục, nói cách khác tức là chất lưu không tạo thành từ các hạt rời rạc mà là một chất liên tục. Một giả định cần thiết nữa đó là tất cả các trường quan tâm như áp suất, vận tốc dòng chảy, mật độ, và nhiệt đô đều có thể lấy vi phân được, ít nhất cũng là vi phân yếu.
Các phương trình được bắt nguồn từ các nguyên tắc cơ bản về tính liên tục của khối lượng, động lượng, và năng lượng. Đối với vấn đề này, đôi khi cần phải xem xét một thể tích hữu hạn bất kỳ, được gọi là khối thể tích kiểm tra, thông qua đó những nguyên tắc này có thể được áp dụng. Khối thể tích hữu hạn được thể hiện bằng {\displaystyle \Omega } và bề mặt bao nó là {\displaystyle \partial \Omega }. Khối thể tích kiểm tra có thể đứng yên trong không gian hoặc chuyển động cùng với chất lưu.

## Đạo hàm hữu hình
Những thay đổi về thuộc tính của một chất lưu chuyển động có thể được đo bằng hai cách khác nhau. Người ta có thể đo lường một thuộc tính nào đó bằng cách thực hiện các phép đo tại một điểm cố định trong không gian khi các phần tử của chất lưu đi qua, hoặc bằng cách đi theo một phần tử chất lưu dọc theo đường dòng của nó. Đạo hàm của một trường (vận tốc, áp suất,..) đối với một vị trí cố định trong không gian được gọi là đạo hàm Euler trong khi đạo hàm đi theo một phần tử chất lưu chuyển động được gọi là đạo hàm bình lưu (advective) hoặc đạo hàm hữu hình ("Lagrangian" ).
Đạo hàm hữu hình được định nghĩa là toán tử phi tuyến:
{\displaystyle {\frac {D}{Dt}}\ {\stackrel {\mathrm {def} }{=}}\ {\frac {\partial }{\partial t}}+\mathbf {u} \cdot \nabla }
trong đó {\displaystyle \mathbf {u} } là vận tốc dòng chảy. Số hạng đầu tiên ở phía bên tay phải của phương trình là đạo hàm Euler thường (tức là đạo hàm trên một hệ quy chiếu cố định, đại diện cho những thay đổi tại một điểm theo thời gian) trong khi số hạng thứ hai đại diện cho sự thay đổi của một đại lượng theo vị trí (xem bình lưu). Đạo hàm "đặc biệt" này chính là đạo hàm thường của một hàm nhiều biến dọc theo một đường đi của chuyển động chất lưu; nó có thể được rút ra thông qua việc áp dụng quy tắc chuỗi (chain rule), trong đó sự thay đổi của tất cả các biến độc lập được kiểm tra dọc theo đường đi của chuyển động chất lưu (tức là đạo hàm toàn phần).
Ví dụ, việc đo lường sự thay đổi về tốc độ gió trong khí quyển có thể được thực hiện với sự giúp đỡ của một máy đo gió tại một trạm thời tiết hoặc bằng cách quan sát sự chuyển động của một khí cầu thời tiết. Máy đo gió trong trường hợp đầu tiên đo vận tốc của tất cả các phần tử chuyển động đi qua một điểm cố định trong không gian, trong khi ở trường hợp thứ hai thiết bị sẽ đo lường sự thay đổi vận tốc khi nó di chuyển với luồng gió.

## Phương trình tính liên tục
Phương trình Navier - Stokes là một phương trình tính liên tục đặc biệt. Một phương trình tính liên tục có thể được rút ra từ các nguyên tắc bảo tồn:
- Khối lượng
- Động lượng
- Năng lượng

Điều này được thực hiện thông qua định lý vận chuyển Reynolds, một quan hệ giải pháp tích phân nói rằng tổng của những thay đổi của một thuộc tính cụ thể nào đó (gọi nó là φ) của một khối thể tích kiểm tra {\displaystyle \Omega } phải bằng với những gì đã giảm (hoặc tăng) thông qua các mặt biên của khối thể tích kiểm tra cộng với những gì được tạo ra hoặc mất đi do các nguồn phát (source) và giếng thu (sink) bên trong khối thể tích kiểm tra. Điều này được thể hiện bằng các phương trình tính liên tục ở dạng tích phân dưới đây:
{\displaystyle {\frac {d}{dt}}\int _{\Omega }\phi \ dV=-\int _{\partial \Omega }\phi \mathbf {u\cdot n} \ dA-\int _{\Omega }s\ dV}
trong đó u là vận tốc dòng chảy của chất lưu và s đại diện cho các nguồn phát và giếng thu trong dòng chảy, giếng thu sẽ mang dấu dương, còn nguồn phát mang dấu âm. Nhớ lại rằng {\displaystyle \Omega } đại diện cho khối thể tích kiểm tra và {\displaystyle \partial \Omega } đại diện cho bề mặt bao quanh của nó.
Định lý phân kỳ có thể được áp dụng cho tích phân bề mặt, để thay đổi tích phân bề mặt thành tích phân thể tích:
{\displaystyle {\frac {d}{dt}}\int _{\Omega }\phi \ dV=-\int _{\Omega }\nabla \cdot (\phi \mathbf {u} )\ dV-\int _{\Omega }s\ dV.}
Áp dụng quy tắc Leibniz vào tích phân bên trái và sau đó kết hợp tất cả các tích phân:
{\displaystyle \int _{\Omega }{\frac {\partial \phi }{\partial t}}\ dV=-\int _{\Omega }\nabla \cdot (\phi \mathbf {u} )\ dV-\int _{\Omega }s\ dV\qquad \Rightarrow \qquad \int _{\Omega }\left({\frac {\partial \phi }{\partial t}}+\nabla \cdot (\phi \mathbf {u} )+s\ \right)dV=0.}
Tích phân này phải bằng không đối với bất kỳ khối thể tích kiểm tra bất kỳ; điều này chỉ có thể đúng nếu hàm bị tích bằng không, do đó:
{\displaystyle {\frac {\partial \phi }{\partial t}}+\nabla \cdot (\phi \mathbf {u} )+s=0.}
Từ mối quan hệ quý giá này (một phương trình tính liên tục rất đặc trưng), ba khái niệm quan trọng có thể được viết một cách ngắn gọn: sự bảo toàn khối lượng, bảo toàn động lượng và bảo toàn năng lượng. Tính đúng đắn (validity) vẫn được duy trì nếu φ là một vector, trong trường hợp đó phép nhân vector vector trong số hạng thứ hai sẽ là một phép nhân dyad.

### Phương trình động lượng
Một phương trình động lượng nói chung sẽ được rút ra khi mối quan hệ bảo toàn được áp dụng cho động lượng. Nếu thuộc tính φ đang được xét đến là thông lượng khối lượng (hay còn gọi là mật độ động lượng), tức là sản phẩm của mật độ khối lượng và vận tốc dòng chảy {\displaystyle \rho \mathbf {u} }, bằng cách thay thế trong phương trình liên tục tổng quát:
{\displaystyle {\frac {\partial }{\partial t}}(\rho \mathbf {u} )+\nabla \cdot (\rho \mathbf {u} \mathbf {u} )+\mathbf {s} =0}
trong đó {\displaystyle \mathbf {u} \mathbf {u} } là một phép nhân dyad, một trường hợp đặc biệt của phép nhân tensor, nó cũng cho kết quả là một tensor bậc hai; toán tử (div) của một tensor bậc hai lại là một vector (tensor bậc một).
{\displaystyle \mathbf {u} {\frac {\partial \rho }{\partial t}}+\rho {\frac {\partial \mathbf {u} }{\partial t}}+\mathbf {u} \mathbf {u} \cdot \nabla \rho +\rho \mathbf {u} \cdot \nabla \mathbf {u} +\rho \mathbf {u} \nabla \cdot \mathbf {u} =\mathbf {s} }
Lưu ý rằng gradient của một vector là một trường hợp đặc biệt của đạo hàm hiệp biến, và cho kết quả là các tensor bậc hai; ngoại trừ trong hệ tọa độ Descartes, điều quan trọng là phải hiểu rằng đây không phải chỉ đơn giản là một yếu tố (trường vô hướng, vector, tensor) với nhân với gradient của một yếu tố khác. Sắp xếp lại và nhận ra rằng {\displaystyle \mathbf {u} \cdot \nabla \rho +\rho \nabla \cdot \mathbf {u} =\nabla \cdot (\rho \mathbf {u} )}:
{\displaystyle \mathbf {u} \left({\frac {\partial \rho }{\partial t}}+\mathbf {u} \cdot \nabla \rho +\rho \nabla \cdot \mathbf {u} \right)+\rho \left({\frac {\partial \mathbf {u} }{\partial t}}+\mathbf {u} \cdot \nabla \mathbf {u} \right)=\mathbf {s} }
{\displaystyle \mathbf {u} \left({\frac {\partial \rho }{\partial t}}+\nabla \cdot (\rho \mathbf {u} )\right)+\rho \left({\frac {\partial \mathbf {u} }{\partial t}}+\mathbf {u} \cdot \nabla \mathbf {u} \right)=\mathbf {s} }
Biểu thức tận cùng bên trái trong dấu ngoặc đơn, theo tính liên tục khối lượng (tại một thời điểm), là bằng không. Cần lưu ý rằng phần còn lại ở phía bên trái của phương trình là đạo hàm đối lưu:
{\displaystyle \rho \left({\frac {\partial \mathbf {u} }{\partial t}}+\mathbf {u} \cdot \nabla \mathbf {u} \right)=\mathbf {s} }
hay, với việc sử dụng toán tử đạo hàm hữu hình đã nói bên trên:
{\displaystyle \qquad \rho {\frac {D\mathbf {u} }{Dt}}=\mathbf {s} }
Đây dường như chỉ đơn giản là một biểu thức của định luật thứ hai của Newton (F = ma) cho lực khối thay vì các lực tập trung tại các điểm. Mỗi số hạng trong phương trình Navier - Stokes bất kỳ là một lực khối. Một cách ngắn hơn mặc dù kém chặt chẽ để đi đến kết quả này là áp dụng quy tắc chuỗi (chain rule) cho gia tốc:
{\displaystyle {\begin{aligned}\rho {\frac {d}{dt}}(\mathbf {u} (x,y,z,t))=\mathbf {s} \qquad &\Rightarrow \qquad \rho \left({\frac {\partial \mathbf {u} }{\partial t}}+{\frac {\partial \mathbf {u} }{\partial x}}{\frac {dx}{dt}}+{\frac {\partial \mathbf {u} }{\partial y}}{\frac {dy}{dt}}+{\frac {\partial \mathbf {u} }{\partial z}}{\frac {dz}{dt}}\right)=\mathbf {s} \\\qquad &\Rightarrow \qquad \rho \left({\frac {\partial \mathbf {u} }{\partial t}}+u{\frac {\partial \mathbf {u} }{\partial x}}+v{\frac {\partial \mathbf {u} }{\partial y}}+w{\frac {\partial \mathbf {u} }{\partial z}}\right)=\mathbf {s} \\\qquad &\Rightarrow \qquad \rho \left({\frac {\partial \mathbf {u} }{\partial t}}+\mathbf {u} \cdot \nabla \mathbf {u} \right)=\mathbf {s} \end{aligned}}}
trong đó {\displaystyle \mathbf {u} =(u,v,w)}. Lý do tại sao điều này là "kém chặt chẽ" là chúng ta đã không chứng minh rằng sự lựa chọn
{\displaystyle \mathbf {u} =\left({\frac {dx}{dt}},{\frac {dy}{dt}},{\frac {dz}{dt}}\right)}
là chính xác; tuy nhiên nó vẫn có ý nghĩa bởi vì với sự chọn lựa đường đi của dòng chảy đạo hàm đang 'đi theo' một "phần tử" chất lưu, và để áp dụng định luật thứ hai của Newton, các lực tác dụng lên phần tử phải được tổng hợp lại. Vì lý do này, đạo hàm đối lưu còn được gọi là đạo hàm phần tử.

### Sự bảo toàn khối lượng
Khối lượng cũng có thể được xem xét một cách tương tự. Lấy {\displaystyle Q=0}  (không có nguồn phát hoặc giếng thu khối lượng) và thay mật độ vào:
{\displaystyle {\frac {\partial \rho }{\partial t}}+\nabla \cdot (\rho \mathbf {u} )=0}
trong đó {\displaystyle \rho } là mật độ khối lượng (khối lượng trên mỗi đơn vị thể tích), và {\displaystyle \mathbf {u} } là vận tốc dòng chảy. Phương trình này được gọi là phương trình tính liên tục khối lượng, hoặc đơn giản là phương trình tính liên tục. Phương trình này thường đi kèm với các phương trình Navier - Stokes.
Trong trường hợp của một chất lưu không nén được, {\displaystyle {\frac {d\rho }{dt}}=0} (nghĩa là mật độ dọc đường đi của một phần tử chất lưu là hằng số) và phương trình được rút gọn:
{\displaystyle \nabla \cdot \mathbf {u} =0}
Đây thực tế là một tuyên bố của việc bảo tồn thể tích.

## Phương trình động lượng Cauchy
Mật độ của nguồn phát động lượng  {\displaystyle \mathbf {s} }  đã thấy trước đó được trước tiên được cụ thể hóa bằng cách chia nó ra thành hai số hạng mới, một để mô tả các lực mặt và một cho các lực khối, chẳng hạn như trọng lực. Bằng cách kiểm tra các lực tác dụng lên một khối lập phương nhỏ trong một chất lưu, có thể thấy rằng
{\displaystyle \rho {\frac {D\mathbf {u} }{Dt}}=\nabla \cdot {\boldsymbol {\sigma }}+\mathbf {f} }
Trong đó {\displaystyle {\boldsymbol {\sigma }}}  là tensor ứng suất Cauchy, và {\displaystyle \mathbf {f} }  là các lực khối hiện diện. Phương trình này được gọi là phương trình động lượng Cauchy và nó mô tả việc bảo tồn động lượng phi tương đối của bất cứ thể liên tục nào bảo tồn khối lượng. {\displaystyle {\boldsymbol {\sigma }}}  là một tensor đối xứng bậc hai được xác định bởi các thành phần hiệp biến của nó. Trong hệ tọa độ trực giao ba chiều nó được biểu diễn như là một ma trận 3x3:
{\displaystyle \sigma _{ij}={\begin{pmatrix}\sigma _{xx}&\tau _{xy}&\tau _{xz}\\\tau _{yx}&\sigma _{yy}&\tau _{yz}\\\tau _{zx}&\tau _{zy}&\sigma _{zz}\end{pmatrix}}}
trong đó {\displaystyle {\boldsymbol {\sigma }}} là các ứng suất pháp tuyến và {\displaystyle \tau } là các ứng suất cắt. Ma trận này được chia thành hai thành phần:
{\displaystyle \sigma _{ij}={\begin{pmatrix}\sigma _{xx}&\tau _{xy}&\tau _{xz}\\\tau _{yx}&\sigma _{yy}&\tau _{yz}\\\tau _{zx}&\tau _{zy}&\sigma _{zz}\end{pmatrix}}=-{\begin{pmatrix}p&0&0\\0&p&0\\0&0&p\end{pmatrix}}+{\begin{pmatrix}\sigma _{xx}+p&\tau _{xy}&\tau _{xz}\\\tau _{yx}&\sigma _{yy}+p&\tau _{yz}\\\tau _{zx}&\tau _{zy}&\sigma _{zz}+p\end{pmatrix}}=-pI+{\boldsymbol {\tau }}}
trong đó {\displaystyle I} là ma trận đơn vị 3 x 3 và {\displaystyle {\boldsymbol {\tau }}}  là tensor ứng suất lệch (deviatoric stress tensor). Lưu ý rằng áp suất cơ học bằng về độ lớn và trái dấu với ứng suất pháp trung bình: 
{\displaystyle p=-{\frac {1}{3}}\left(\sigma _{xx}+\sigma _{yy}+\sigma _{zz}\right).}
Động lực cho việc thực hiện điều này là áp suất thường là một biến cần quan tâm, và điều này cũng giúp đơn giản hoá việc ứng dụng cho các họ chất lưu cụ thể sau này bởi vì tensor phía phải nhất {\displaystyle {\boldsymbol {\tau }}}  trong phương trình trên phải bằng không nếu chất lưu ở trạng thái tĩnh. Lưu ý rằng là {\displaystyle {\boldsymbol {\tau }}}  không có Vết (traceless). Phương trình Cauchy bây giờ có thể được viết một cách rõ ràng hơn:
{\displaystyle \rho {\frac {D\mathbf {u} }{Dt}}=-\nabla p+\nabla \cdot {\boldsymbol {\tau }}+\mathbf {f} }
Phương trình này vẫn chưa đầy đủ. Để hoàn thành, người ta phải đưa ra các giả thuyết về hình thức của {\displaystyle {\boldsymbol {\tau }}} and {\displaystyle p}, đó là, người ta cần một định luật cơ sở cho tensor ứng suất của các họ chất lưu cụ thể và cho áp suất. Một vài trong những giả thuyết này dẫn đến các phương trình Euler (động lực học chất lưu), những giả thuyết khác mang lại các phương trình Navier - Stokes. Ngoài ra, nếu dòng chảy được giả định là nén được thì sẽ cần phải có một phương trình trạng thái, phương trình trạng thái này có khả năng sẽ tiếp tục yêu cầu xây dựng công thức bảo toàn năng lượng.

## Áp dụng đối với các chất lưu khác nhau
Dạng tổng quát của các phương trình chuyển động chưa "sẵn sàng để sử dụng", tensor ứng suất vẫn còn chưa được biết vì vậy việc bổ sung thêm thông tin là cần thiết; thông tin này thường là một số kiến thức về hành vi nhớt của chất lưu. Đối với các loại dòng chảy chất lưu khác nhau điều này cho kết quả là các dạng cụ thể của các phương trình Navier - Stokes.

### Chất lưu Newton

#### Chất lưu Newton nén được
Công thức cho các chất lưu Newton bắt nguồn từ quan sát của Newton rằng, đối với hầu hết các chất lưu,
{\displaystyle \tau \propto {\frac {\partial u}{\partial y}}}
Để áp dụng điều này vào các phương trình Navier - Stokes, ba giả định đã được Stokes đưa ra:
- Các tensor ứng suất là một hàm tuyến tính của các tensor biến dạng.
- Các chất lưu là đẳng hướng.
- Đối với chất lưu ở trạng thái tĩnh, {\displaystyle \nabla \cdot {\boldsymbol {\tau }}} phải bằng không (áp lực thủy tĩnh).

Áp dụng các giả định này sẽ dẫn đến: 
{\displaystyle \tau _{ij}=\mu \left({\frac {\partial u_{i}}{\partial x_{j}}}+{\frac {\partial u_{j}}{\partial x_{i}}}-{\tfrac {2}{3}}\delta _{ij}{\frac {\partial u_{k}}{\partial x_{k}}}\right)+\delta _{ij}\lambda {\frac {\partial u_{k}}{\partial x_{k}}}}
đây là, thành phần lệch (deviatoric) của tensor tốc độ biến dạng được xác định theo thành phần lệch của tensor ứng suất, dựa trên một hệ số μ.
{\displaystyle \delta _{ij}} là Kronecker delta. μ và λ là các hằng số tỉ lệ gắn với giả định rằng ứng suất phụ thuộc vào biến dạng một cách tuyến tính; μ được gọi là hệ số đầu tiên của độ nhớt (thường được gọi đơn giản là "độ nhớt") và λ là hệ số thứ hai của độ nhớt (liên quan đến độ nhớt toàn khối (bulk viscosity)). Giá trị của λ tạo ra hiệu ứng nhớt gắn liền với sự thay đổi thể tích, nhưng nó rất khó xác định được giá trị này, thậm chí nó có giá trị âm hay dương cũng rất khó để chắc chắn tuyệt đối. Ngay cả trong dòng chảy nén được, các số hạng có chứa λ là thường bị bỏ qua; Tuy nhiên thỉnh thoảng nó có thể quan trọng ngay cả trong dòng chảy gần như không nén được và là một vấn đề tranh cãi. Khi dùng giá trị khác không, giá trị xấp xỉ phổ biến nhất của nó là λ ≈ - ⅔ μ.
Thay {\displaystyle \tau _{ij}}  vào phương trình bảo tồn động lượng sẽ được các phương trình Navier - Stokes, mô tả một chất lưu Newton nén được:
{\displaystyle \rho \left({\frac {\partial \mathbf {u} }{\partial t}}+\mathbf {u} \cdot \nabla \mathbf {u} \right)=-\nabla p+\nabla \cdot \left(\mu (\nabla \mathbf {u} +(\nabla \mathbf {u} )^{T})\right)+\nabla \left(-{\frac {2\mu }{3}}\nabla \cdot \mathbf {u} \right)+\rho \mathbf {g} }
trong đó, chuyển vị đã được sử dụng. Lực khối được chia thành mật độ và gia tốc bên ngoài, nghĩa là {\displaystyle \mathbf {f} =\rho \mathbf {g} }. Phương trình tính liên tục khối lượng tương ứng là:
{\displaystyle {\frac {\partial \rho }{\partial t}}+\nabla \cdot (\rho \mathbf {u} )=0}
Ngoài phương trình này, một phương trình trạng thái và một phương trình bảo tồn năng lượng là cần thiết. Phương trình trạng thái nào được sử dụng còn tùy thuộc vào từng trường hợp (thường là định luật khí lý tưởng), sự bảo toàn năng lượng sẽ như sau:
{\displaystyle \rho {\frac {Dh}{Dt}}={\frac {Dp}{Dt}}+\nabla \cdot (k\nabla T)+\Phi }
Ở đây, {\displaystyle h} là enthalpy, {\displaystyle T} là nhiệt độ, và {\displaystyle \Phi } là một hàm đại diện cho sự tiêu tán năng lượng do hiệu ứng nhớt:
{\displaystyle \Phi =\mu \left(2\left({\frac {\partial u}{\partial x}}\right)^{2}+2\left({\frac {\partial v}{\partial y}}\right)^{2}+2\left({\frac {\partial w}{\partial z}}\right)^{2}+\left({\frac {\partial v}{\partial x}}+{\frac {\partial u}{\partial y}}\right)^{2}+\left({\frac {\partial w}{\partial y}}+{\frac {\partial v}{\partial z}}\right)^{2}+\left({\frac {\partial u}{\partial z}}+{\frac {\partial w}{\partial x}}\right)^{2}\right)+\lambda (\nabla \cdot \mathbf {u} )^{2}}
Với một phương trình trạng thái tốt và các hàm số thích hợp đại diện cho sự phụ thuộc của các tham số (như là độ nhớt) vào các biến, hệ thống các phương trình này dường như mô hình hóa đúng động lực học của tất cả các loại chất khí đã được biết đến và hầu hết các chất lỏng.

#### Chất lưu Newton không nén được
Đối với trường hợp đặc biệt (nhưng rất phổ biến) của dòng chảy không nén được, các phương trình động lượng được đơn giản hóa đáng kể.  Dưới các giả định sau:
- Độ nhớt {\displaystyle \mu } bây giờ sẽ là một hằng số
- Hiệu ứng độ nhớt thứ hai {\displaystyle \lambda =0}
- Phương trình tính liên tục khối lượng được đơn giản hóa {\displaystyle \nabla \cdot \mathbf {u} =0}

sau đó nhìn vào các số hạng nhớt của phương trình động lượng theo phương {\displaystyle x} như là một ví dụ, chúng ta có:
{\displaystyle {\begin{aligned}&{\frac {\partial }{\partial x}}\left(2\mu {\frac {\partial u}{\partial x}}+\lambda \nabla \cdot \mathbf {u} \right)+{\frac {\partial }{\partial y}}\left(\mu \left({\frac {\partial u}{\partial y}}+{\frac {\partial v}{\partial x}}\right)\right)+{\frac {\partial }{\partial z}}\left(\mu \left({\frac {\partial u}{\partial z}}+{\frac {\partial w}{\partial x}}\right)\right)\\\\&=2\mu {\frac {\partial ^{2}u}{\partial x^{2}}}+\mu {\frac {\partial ^{2}u}{\partial y^{2}}}+\mu {\frac {\partial ^{2}v}{\partial y\,\partial x}}+\mu {\frac {\partial ^{2}u}{\partial z^{2}}}+\mu {\frac {\partial ^{2}w}{\partial z\,\partial x}}\\\\&=\mu {\frac {\partial ^{2}u}{\partial x^{2}}}+\mu {\frac {\partial ^{2}u}{\partial y^{2}}}+\mu {\frac {\partial ^{2}u}{\partial z^{2}}}+\mu {\frac {\partial ^{2}u}{\partial x^{2}}}+\mu {\frac {\partial ^{2}v}{\partial y\,\partial x}}+\mu {\frac {\partial ^{2}w}{\partial z\,\partial x}}\\\\&=\mu \nabla ^{2}u+\mu {\frac {\partial }{\partial x}}{\cancelto {0}{\left({\frac {\partial u}{\partial x}}+{\frac {\partial v}{\partial y}}+{\frac {\partial w}{\partial z}}\right)}}=\mu \nabla ^{2}u\end{aligned}}\,}
Tương tự đối với các hướng động lượng {\displaystyle y} and {\displaystyle z}  chúng ta có {\displaystyle \mu \nabla ^{2}v} and {\displaystyle \mu \nabla ^{2}w}.
Giải pháp trên là chìa khóa để rút ra các phương trình Navier - Stokes từ phương trình của chuyển động trong động lực học chất lưu khi mật độ và độ nhớt là các hằng số.

### Chất lưu phi Newton
Một chất lưu phi Newton là một chất lưu có các thuộc tính dòng chảy không giống (theo bất kỳ cách nào) với các chất lưu Newton. Sự khác nhau phổ biến nhất đó là độ nhớt của chất lưu phi Newton không độc lập với tốc độ cắt hoặc lịch sử tốc độ cắt. Tuy nhiên, có một số chất lưu phi Newton có độ nhớt độc lập với lực cắt, điều này dù sao cũng cho thấy sự khác nhau trong ứng suất pháp hoặc các ứng xử phi Newton khác. Nhiều dung dịch muối và polyme nóng chảy là chất lưu phi Newton, ví dụ như nhiều chất thường thấy như nước sốt cà chua, sữa trứng, kem đánh răng, huyền phù tinh bột, sơn, máu, và dầu gội. Trong một chất lưu Newton, mối quan hệ giữa ứng suất cắt và tốc độ cắt là tuyến tính, đi qua gốc tọa độ, hằng số tỉ lệ là hệ số độ nhớt. Trong một chất lưu phi Newton, mối quan hệ giữa ứng suất cắt và tốc độ cắt khác với chất lưu Newton, và thậm chí còn phụ thuộc thời gian. Nghiên cứu về các chất lưu phi Newton thường được gọi là lưu biến học (rheology). Một vài ví dụ được đưa ra ở đây.

### Chất lưu Bingham
Trong các chất lưu Bingham, tình hình có khác đôi chút:
{\displaystyle {\frac {\partial u}{\partial y}}=\left\{{\begin{matrix}0&,\quad \tau <\tau _{0}\\(\tau -\tau _{0})/{\mu }&,\quad \tau \geq \tau _{0}\end{matrix}}\right.}
Đây là những chất lưu có khả năng chịu lực cắt ở một mức độ nào đó trước khi chúng bắt đầu chảy. Những ví dụ phổ biến là kem đánh răng và đất sét.

### Chất lưu tuân theo luật mũ
Một chất lưu tuân theo luật mũ là một chất lưu được lý tưởng hóa rằng ứng suất cắt  {\displaystyle \tau }, được cho bởi công thức:
{\displaystyle \tau =K\left({\frac {\partial u}{\partial y}}\right)^{n}}
Dạng công thức này rất hữu ích cho việc xấp xỉ hóa tất cả các loại chất lưu nói chung, bao gồm cả chất lưu trượt dính mỏng (như sơn nhựa mủ) và chất lưu trượt đọng dày (như hỗn hợp nước tinh bột).

## Xây dựng công thức hàm dòng
Trong phân tích một dòng chảy, thường mong muốn giảm số lượng các phương trình hoặc số lượng các biến cần xử lý, hoặc cả hai. Các phương trình Navier - Stokes cho chất lưu không nén được và phương trình tính liên tục khối lượng (bốn phương trình với bốn ẩn số) có thể, trên thực tế, được giảm thành một phương trình duy nhất với một biến phụ thuộc duy nhất trong không gian 2 chiều 2D, hoặc một phương trình vector trong không gian 3 chiều 3D. Điều này được thực hiện bởi hai phép tính vector:
{\displaystyle \nabla \times (\nabla \phi )=0}
{\displaystyle \nabla \cdot (\nabla \times \mathbf {A} )=0}
đối với trường vô hướng có thể lấy vi phân bất kỳ {\displaystyle \phi } and vector {\displaystyle \mathbf {A} }. Đồng nhất thức đầu tiên ngụ ý rằng bất kỳ số hạng nào trong phương trình Navier – Stokes, mà số hạng đó có thể được biểu diễn như là gradient của một trường vô hướng, sẽ biến mất khi toán tử curl của phương trình được thực hiện. Thông thường, áp suất p và gia tốc bên ngoài g sẽ bị loại bỏ, cho kết quả như sau (điều này đúng trong 2D cũng như 3D):
{\displaystyle \nabla \times \left({\frac {\partial \mathbf {u} }{\partial t}}+\mathbf {u} \cdot \nabla \mathbf {u} \right)=\nu \nabla \times (\nabla ^{2}\mathbf {u} )}
giả định rằng tất cả các lực khối có thể được mô tả như là các gradient của một trường vô hướng nào đó (ví dụ, điều này đúng cho lực hấp dẫn), và đã thực hiện phép chia mật độ để nhớt độ nhớt trở thành độ nhớt động học.
Đồng nhất thức vector tính toán thứ hai ở trên nói rằng toán tử div của toán tử curl của một trường vector là bằng không. Bởi vì phương trình tính liên tục khối lượng (cho chất lưu không nén được) đã chỉ rõ div của vận tốc dòng chảy là bằng không, chúng ta có thể thay thế vận tốc dòng chảy bằng curl của vector {\displaystyle {\vec {\psi }}}  nào đó để phương trình tính liên tục khối lượng luôn được thỏa mãn: 
{\displaystyle \nabla \cdot \mathbf {u} =0\quad \Rightarrow \quad \nabla \cdot (\nabla \times {\vec {\psi }})=0\quad \Rightarrow \quad 0=0}
Vì vậy, miễn là vận tốc dòng chảy được thể hiện thông qua {\displaystyle \mathbf {u} =\nabla \times {\vec {\psi }}}, phương trình tính liên tục khối lượng sẽ được thỏa mãn vô điều kiện. Với biến vector phụ thuộc mới này, phương trình Navier-Stokes (với curl được lấy như trên) sẽ trở thành một phương trình vector bậc bốn duy nhất, không còn chứa biến áp suất chưa biết và không còn phụ thuộc vào một phương trình tính liên tục khối lượng riêng biệt:
{\displaystyle \nabla \times \left({\frac {\partial }{\partial t}}(\nabla \times {\vec {\psi }})+(\nabla \times {\vec {\psi }})\cdot \nabla (\nabla \times {\vec {\psi }})\right)=\nu \nabla \times (\nabla ^{2}(\nabla \times {\vec {\psi }}))}
Ngoài việc chứa đạo hàm bậc bốn, phương trình này là khá phức tạp, và do đó không phổ biến. Lưu ý rằng nếu phép lấy vi phân chéo (cross differentiation) bị loại bỏ, kết quả sẽ là một phương trình véc tơ bậc ba có chứa một trường vector chưa biết (gradient của áp suất), trường này có thể được xác định từ cùng các điều kiện biên như các điều kiện biên áp dụng đối với phương trình bậc bốn nói trên.

### Dòng chảy hai chiều trong hệ tọa độ trực giao
Tiện ích thực sự của việc xây dựng công thức này được nhìn thấy rõ khi dòng chảy là dòng chảy hai chiều trong tự nhiên và phương trình được viết trong một hệ tọa độ trực giao tổng quát, hay nói cách khác, một hệ tọa độ mà các vectơ cơ sở trực giao với nhau. Lưu ý rằng điều này không có nghĩa là chỉ giới hạn áp dụng trọng hệ tọa độ Descartes, trên thực tế hầu hết các hệ tọa độ phổ biến đều là các hệ tọa độ trực giao, bao gồm cả những hệ tọa độ quen thuộc như hệ tọa độ trụ và các hệ tọa độ ít phổ biến hơn như hệ tọa độ hình xuyến toroidal.
Vận tốc dòng chảy 3D được thể hiện như sau (lưu ý rằng các cuộc thảo luận vẫn còn tiếp tục cho đến tận bây giờ): 
{\displaystyle \mathbf {u} =u_{1}\mathbf {e} _{1}+u_{2}\mathbf {e} _{2}+u_{3}\mathbf {e} _{3}}
Trong đó {\displaystyle \mathbf {e} _{i}} là các vectơ cơ sở, không nhất thiết phải là hằng số và không nhất thiết phải được chuẩn hóa, và {\displaystyle u_{i}}  là các thành phần vận tốc dòng chảy; chúng ta hãy cho các tọa độ của không gian là: {\displaystyle (x_{1},x_{2},x_{3})}.
Bây giờ giả sử rằng dòng chảy là 2D. Điều này không có nghĩa là dòng chảy phải ở trên một mặt phẳng, mà nó có nghĩa là thành phần của vận tốc dòng chảy theo một hướng là bằng không và các thành phần vận tốc còn lại không phụ thuộc vào hướng đó. Trong trường hợp đó (lấy thành phần thứ 3 bằng không): 
{\displaystyle \mathbf {u} =u_{1}\mathbf {e} _{1}+u_{2}\mathbf {e} _{2}}
{\displaystyle {\frac {\partial u_{1}}{\partial x_{3}}}={\frac {\partial u_{2}}{\partial x_{3}}}=0}
Hàm vector {\displaystyle {\vec {\psi }}} vẫn được xác định thông qua:
{\displaystyle \mathbf {u} =\nabla \times {\vec {\psi }}}
nhưng điều này phải được đơn giản hóa theo một cách nào đó bởi vì dòng chảy được giả định là 2D. Nếu hệ tọa độ được giả định là hệ tọa độ trực giao, curl có dạng khá đơn giản, và phương trình trên được diễn giải trở thành:
{\displaystyle u_{1}\mathbf {e} _{1}+u_{2}\mathbf {e} _{2}={\frac {\mathbf {e} _{1}}{h_{2}h_{3}}}\left[{\frac {\partial }{\partial x_{2}}}\left(h_{3}\psi _{3}\right)-{\frac {\partial }{\partial x_{3}}}\left(h_{2}\psi _{2}\right)\right]+{\frac {\mathbf {e} _{2}}{h_{3}h_{1}}}\left[{\frac {\partial }{\partial x_{3}}}\left(h_{1}\psi _{1}\right)-{\frac {\partial }{\partial x_{1}}}\left(h_{3}\psi _{3}\right)\right]+{\frac {\mathbf {e} _{3}}{h_{1}h_{2}}}\left[{\frac {\partial }{\partial x_{1}}}\left(h_{2}\psi _{2}\right)-{\frac {\partial }{\partial x_{2}}}\left(h_{1}\psi _{1}\right)\right]}
Kiểm tra phương trình này cho thấy rằng chúng ta có thể coi {\displaystyle \psi _{1}=\psi _{2}=0} để duy trì dấu bằng mà không mất tính tổng quát, do đó:
{\displaystyle u_{1}\mathbf {e} _{1}+u_{2}\mathbf {e} _{2}={\frac {\mathbf {e} _{1}}{h_{2}h_{3}}}{\frac {\partial }{\partial x_{2}}}\left(h_{3}\psi _{3}\right)-{\frac {\mathbf {e} _{2}}{h_{3}h_{1}}}{\frac {\partial }{\partial x_{1}}}\left(h_{3}\psi _{3}\right)}
chỗ quan trọng ở đây là việc chỉ còn lại một thành phần của {\displaystyle {\vec {\psi }}},  do đó dòng 2D sẽ trở thành một bài toán chỉ với một biến phụ thuộc. Phương trình Navier-Stokes được lấy vi phân chéo trở thành hai phương trình 0 = 0 và một phương trình có ý nghĩa.
Thành phần còn lại {\displaystyle \psi _{3}=\psi } được gọi là hàm dòng. Phương trình cho  {\displaystyle \psi } bây giờ có thể đơn giản hóa bởi vì một loạt các đại lượng sẽ bằng không, ví dụ: 
{\displaystyle \nabla \cdot {\vec {\psi }}={\frac {1}{h_{1}h_{2}h_{3}}}{\frac {\partial }{\partial x_{3}}}\left(\psi h_{1}h_{2}\right)=0}
nếu các hệ số tỉ lệ {\displaystyle h_{1}} and {\displaystyle h_{2}} cũng là độc lập với  {\displaystyle x_{3}}. Ngoài ra, từ định nghĩa của vector Laplacian
{\displaystyle \nabla \times (\nabla \times {\vec {\psi }})=\nabla (\nabla \cdot {\vec {\psi }})-\nabla ^{2}{\vec {\psi }}=-\nabla ^{2}{\vec {\psi }}}
Thay phương trình Navier-Stokes đã được lấy vi phân chéo bằng hai phương trình trên và một loạt các đồng nhất thức cuối cùng sẽ được phương trình vô hướng 1 chiều 1D của hàm dòng:
{\displaystyle {\frac {\partial }{\partial t}}(\nabla ^{2}\psi )+(\nabla \times {\vec {\psi }})\cdot \nabla (\nabla ^{2}\psi )=\nu \nabla ^{4}\psi }
trong đó {\displaystyle \nabla ^{4}} là toán tử lưỡng điều hòa (biharmonic operator). Điều này là rất hữu ích vì nó là một phương trình vô hướng tự bao hàm đơn nhất (single self-contained scalar equation) mô tả cả bảo toàn động lượng và bảo toàn khối lượng trong không gian 2 chiều. Sự khác biệt duy nhất mà phương trình vi phân từng phần này cần so với các phương trình khác là các điều kiện ban đầu và các điều kiện biên.
| Nguồn gốc của phương trình hàm dòng vô hướng |
| --- |
| Khai triển toán tử curl: {\displaystyle {\frac {\partial }{\partial t}}(\nabla \times (\nabla \times {\vec {\psi }}))+\nabla \times \left((\nabla \times {\vec {\psi }})\cdot \nabla (\nabla \times {\vec {\psi }})\right)=\nu \nabla \times (\nabla ^{2}(\nabla \times {\vec {\psi }}))} Thay thế toán tử curl bằng toán tử Laplacian và diễn giải số hạng đối lưu và số hạng nhớt {\displaystyle -{\frac {\partial }{\partial t}}(\nabla ^{2}{\vec {\psi }})+\nabla \times \left(\nabla \left({\frac {(\nabla \times {\vec {\psi }})\cdot (\nabla \times {\vec {\psi }})}{2}}\right)+\left(\nabla \times (\nabla \times {\vec {\psi }})\right)\times (\nabla \times {\vec {\psi }})\right)=\nu (\nabla ^{2}(\nabla (\nabla \cdot {\vec {\psi }}))-\nabla ^{4}{\vec {\psi }})} Ở trên, toán tử curl của một gradient bằng không, và toán tử div của {\displaystyle {\vec {\psi }}} cũng bằng không. Do đó: {\displaystyle {\frac {\partial }{\partial t}}(\nabla ^{2}{\vec {\psi }})+\nabla \times \left(\nabla ^{2}{\vec {\psi }}\times (\nabla \times {\vec {\psi }})\right)=\nu \nabla ^{4}{\vec {\psi }}} Diễn giải toán tử curl của tích chéo thành 4 số hạng: {\displaystyle {\frac {\partial }{\partial t}}(\nabla ^{2}{\vec {\psi }})+(\nabla \times {\vec {\psi }})\cdot \nabla (\nabla ^{2}{\vec {\psi }})-(\nabla ^{2}{\vec {\psi }})\cdot \nabla (\nabla \times {\vec {\psi }})+(\nabla ^{2}{\vec {\psi }})(\nabla \cdot (\nabla \times {\vec {\psi }}))-(\nabla \times {\vec {\psi }})(\nabla \cdot (\nabla ^{2}{\vec {\psi }}))=\nu \nabla ^{4}{\vec {\psi }}} Chỉ có một trong bốn số hạng trên là khác không. Số hạng thứ hai bằng không bởi vì nó là tích vô hướng của hai vector trực giao, số hạng thứ ba bằng không vì nó có chứa toán tử div của vận tốc dòng chảy, và số hạng thứ tư bằng không do nó là toán tử div của một vector với thành phần thứ ba là bằng không (giả định rằng không có gì (ngoại trừ {\displaystyle h_{3}} có thể) phụ thuộc vào thành phần thứ ba). {\displaystyle {\frac {\partial }{\partial t}}(\nabla ^{2}{\vec {\psi }})+(\nabla \times {\vec {\psi }})\cdot \nabla (\nabla ^{2}{\vec {\psi }})=\nu \nabla ^{4}{\vec {\psi }}} Phương trình vector này là một phương trình vô hướng có nghĩa và hai phương trình 0 = 0. |
Các giả định cho phương trình hàm dòng được liệt kê dưới đây:
- Dòng chảy là không nén được và là dòng chảy chất lưu Newton.
- Các trục tọa độ là trực giao.
- Dòng chảy là 2 chiều: {\displaystyle u_{3}={\frac {\partial u_{1}}{\partial x_{3}}}={\frac {\partial u_{2}}{\partial x_{3}}}=0}
- Hai hệ số tỉ lệ đầu tiên của hệ trục tọa độ độc lập với trục tọa độ còn lại: {\displaystyle {\frac {\partial h_{1}}{\partial x_{3}}}={\frac {\partial h_{2}}{\partial x_{3}}}=0}, nếu không thì sẽ có thêm các số hạng khác xuất hiện.

Hàm dòng có một số đặc tính hữu ích:
- Bởi vì {\displaystyle -\nabla ^{2}{\vec {\psi }}=\nabla \times (\nabla \times {\vec {\psi }})=\nabla \times \mathbf {u} }, độ xoáy của dòng chảy ngược dấu với Laplacian của hàm dòng.
- Các đường cong biểu diễn hàm dòng được gọi là các đường dòng

## Tensor ứng suất
Nguồn gốc của phương trình Navier - Stokes gắn liền với việc xem xét các lực tác dụng lên các phần tử chất lưu, vì vậy một đại lượng gọi là tensor ứng suất xuất hiện một cách tự nhiên trong phương trình động lượng Cauchy. Nhưng bởi vì việc thực hiện toán tử div đối với tensor này, thông thường chỉ viết ra phương trình đã được đơn giản hóa hoàn toàn, cho nên sự xuất hiện ban đầu của tensor ứng suất sẽ biến mất.
Tuy nhiên, tensor ứng suất vẫn có một số ứng dụng quan trọng, đặc biệt là trong việc xây dựng công thức của các điều kiện biên tại các mặt biên của chất lưu. Nhắc lại rằng {\displaystyle \sigma =-\pi I+{\boldsymbol {\tau }}}, đối với một chất lưu Newton, tensor ứng suất là: 
{\displaystyle \sigma _{ij}=-p\delta _{ij}+\mu \left({\frac {\partial u_{i}}{\partial x_{j}}}+{\frac {\partial u_{j}}{\partial x_{i}}}\right)+\delta _{ij}\lambda \nabla \cdot \mathbf {u} .}
Nếu chất lưu được giả định là không nén được, tensor được đơn giản hoá đáng kể. Ví dụ, trong hệ Descartes 3 chiều:
{\displaystyle {\begin{aligned}\sigma &=-{\begin{pmatrix}p&0&0\\0&p&0\\0&0&p\end{pmatrix}}+\mu {\begin{pmatrix}2\displaystyle {\frac {\partial u}{\partial x}}&\displaystyle {{\frac {\partial u}{\partial y}}+{\frac {\partial v}{\partial x}}}&\displaystyle {{\frac {\partial u}{\partial z}}+{\frac {\partial w}{\partial x}}}\\\displaystyle {{\frac {\partial v}{\partial x}}+{\frac {\partial u}{\partial y}}}&2\displaystyle {\frac {\partial v}{\partial y}}&\displaystyle {{\frac {\partial v}{\partial z}}+{\frac {\partial w}{\partial y}}}\\\displaystyle {{\frac {\partial w}{\partial x}}+{\frac {\partial u}{\partial z}}}&\displaystyle {{\frac {\partial w}{\partial y}}+{\frac {\partial v}{\partial z}}}&2\displaystyle {\frac {\partial w}{\partial z}}\end{pmatrix}}\\&=-pI+\mu (\nabla \mathbf {u} +(\nabla \mathbf {u} )^{T})=-pI+2\mu e\\\end{aligned}}}
{\displaystyle e} là tensor tốc độ biến dạng, theo định nghĩa:
{\displaystyle e_{ij}={\frac {1}{2}}\left({\frac {\partial u_{i}}{\partial x_{j}}}+{\frac {\partial u_{j}}{\partial x_{i}}}\right).}

## Nguồn tham khảo
1. ↑  Munson, Bruce R. Fundamentals of Fluid Mechanics. 7th. Jefferson City: John Wiley and Sons, Inc., 2013. Print.
2. 1 2  Lebedev, Leonid P. (2003). Tensor Analysis. World Scientific. ISBN 981-238-360-3.
3. ↑  Batchelor 2000, tr. 141.
4. ↑  Landau and Lifshitz, Fluid Mechanics, Second Edition: Volume 6 (Course of Theoretical Physics) page 45
5. ↑  Batchelor 2000, tr. 144.
6. ↑  Eric W. Weisstein. "Vector Derivative". MathWorld. Truy cập ngày 7 tháng 6 năm 2008.